# 梁家庄乡
梁家庄乡，是中华人民共和国山西省吕梁市岚县下辖的一个乡镇级行政单位。

## 行政区划
梁家庄乡下辖以下地区：
梁家庄村、郭家庄村、宁家湾村、冀家庄村、芦苇塔村、草城村、袁家村、索家坡村、裴家庄村、近周营村、车道坡村、侯家岩村、上马铺村、毕家坡村、高家坡村和杨家岩村。